# Nome du Sceptre intact

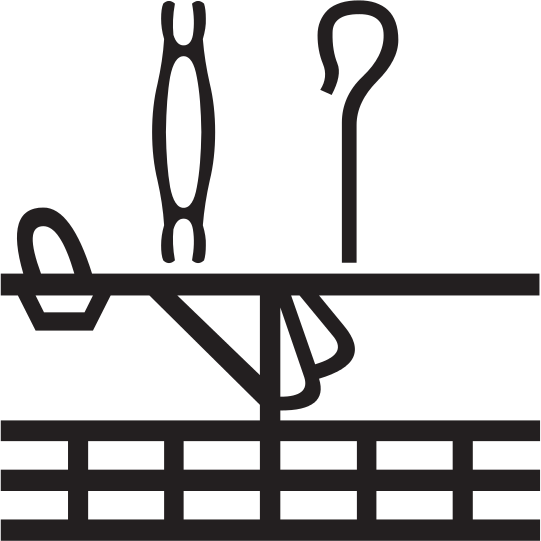
Hiéroglyphe symbole du Nome.

Le nome du Sceptre intact, ou nome du Souverain gaillard (ḥqȝ-ˁnḏw), est l'un des quarante-deux nomes (division administrative) de l'Égypte antique. C'est l'un des vingt nomes de la Basse-Égypte et il porte le numéro treize.

## Géographie
Ce nome faisait près de 158 km de long selon la liste des nomes de Sésostris Ier. Il faut cependant noter que ce nome incluait alors des territoires qui, auparavant, ont fait partie du nome de l'Orient, plus tard, feront entre autres partie du nome supérieur de l'Enfant royal, du nome inférieur de l'Enfant royal et du nome de Soped, les nomes de Basse-Égypte ayant en effet évolué au fil du temps,. Le nome était bordé au sud par le nome de la Muraille blanche, au sud-ouest par le nome de la Cuisse, à l'ouest par le nome du Taureau noir et, jusqu'à la XVIIIe dynastie, par les nomes du Taureau recensé et du Dauphin. Jusqu'à la XVIIIe dynastie, le nome était bordé au nord par le nome de l'Orient et à l'est par le nome du Harpon à cordes-côté oriental, puis, à la création du nome de l'Enfant royal sur le territoire du nome du Sceptre intact, ce nome (qui devint plus tard le nome supérieur de l'Enfant royal) constitua la frontière nord du nome du Sceptre intact, l'est n'étant fait que du désert oriental.

## Histoire
Le nome est habité depuis la plus haute antiquité, que ce soit à Héliopolis comme le montre la nécropole prédynastique ou dans ce qui sera nommé Babylone par les Grecs puis où se situera le Vieux-Caire par la suite où se trouve une nécropole thinite. Le nome d'Héliopolis évolua au fil du temps, avec notamment la création temporaire, a minima pendant la Ve dynastie, du nome du « Souverain Gaillard de l'Ouest » sur une partie des terres du nome, puis, à partir du Nouvel Empire, la création de nomes supplémentaires sur les terres septentrionales du nome. 
La grande ville du nome a toujours été Héliopolis, qui était l'un des deux principaux centres cultuels du pays avec Memphis pendant l'Ancien Empire, puis l'un des trois principaux centres avec Thèbes à partir du Moyen Empire. Cependant, contrairement aux deux autres centres qui ont également joué un rôle politique très important au cours de l'histoire égyptienne, ce n'est pas le cas d'Héliopolis qui garda un rôle avant tout religieux.
Une autre ville d'importance était Léontopolis (aujourd'hui Tell el-Yahoudieh) qui joua un certain rôle pendant la période ptolémaïque : en effet, c'est là que le grand-prêtre juif Onias IV trouva refuge après l'assassinat de son père Onias III ; le roi Ptolémée VI garantit alors aux Juifs le droit de s'installer en Égypte.

## Divinités locales
Selon le papyrus Harris, Ramsès III donnait la priorité à quatre principales divinités :
- Horakhty, le grand dieu maître du ciel,
- Atoum, le maître des Deux Terres d'Iounou (Héliopolis),
- Iousaas, la dame d'Iounou,
- Hathor, la dame de Hetep.

Sous son successeur Ramsès IV, selon une inscription sur un obélisque, les quatre couples de divinités principaux sont :
- Atoum et Iousaas,
- Horakhty et Nebethetepet,
- Sepa et Isis,
- Shou et Tefnout.

Selon d'autres textes, les divinités principales sont les membres de l'Ennéade : le démiurge Atoum, l’humidité Tefnout, l’air Shou, la terre Geb, le ciel Nout, Osiris, Isis, Seth et Nephtys.
Les animaux sacrés sont au nombre de trois :
- le taureau Mnévis, incarnation terrestre du dieu Rê-Atoum[10],
- le phœnix Bénou, représentant d'Atoum, Rê mais aussi Osiris[11],
- le serpent Âouiefemkhetef, « Ses deux mains sur le ventre ».

Un arbre était également sacré dans le nome d'Héliopolis, à savoir l'arbre sacré ished.
La liste des nomes de Sésostris Ier nomme quant à elle les déesses Isis et Bastet et la ville principale Bubastis, mais c'est parce qu'à l'époque, le nome supérieur de l'Enfant royal n'était pas encore créé.
À Tell el-Yahoudieh étaient vénérés les dieux lions jumeaux Routy (en).

## Lieux principaux

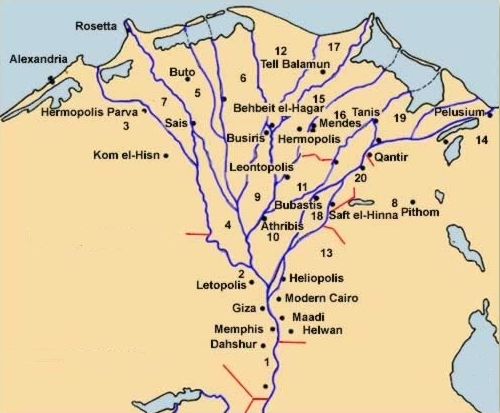
Les nomes de Basse-Égypte

Les frontières du nome ont changé avec le temps, les villes citées ci-dessous ont été identifiées comme faisant partie du nome dans ses frontières ptolémaïques :
- Héliopolis
- Tell el-Yahoudieh
- Babylone
- Athar en Naby (en)
- Gebel el-Ahmar (en) (carrière)
- Shibin el-Qanater (camp romain)